# Pesquisadores mais citados do ISI
Pesquisadores mais citados do ISI (em inglês:  ISI Highly Cited) é um banco de dados de "pesquisadores mais citados", com publicações mais citadas em publicações científicas da década precedente, publicado pelo Institute for Scientific Information. A inclusão nesta lista é uma medida da credibilidade do acadêmico, sendo considerada, por exemplo pelo Academic Ranking of World Universities.
A metodologia para inclusão considera a porcentagem superior baseada na contagem de citações de todos os artigos indexados no "Scientific Citation Databases" no período de 10 anos. Cada artigo é categorizado em uma ou mais de 21 categorias, baseado na classificação ISI da publicação. Os pertencentes à lista "Highly Cited Researcher" constituem os 250 mais citados pesquisadores de cada categoria no período de tempo especificado.
A lista de publicações e detalhes biográficos fornecidos pelos pesquisadores são gratuitamente disponibilizados online, embora o acesso geral ao banco de bados ISI exija subscrição.